# Genio 2000

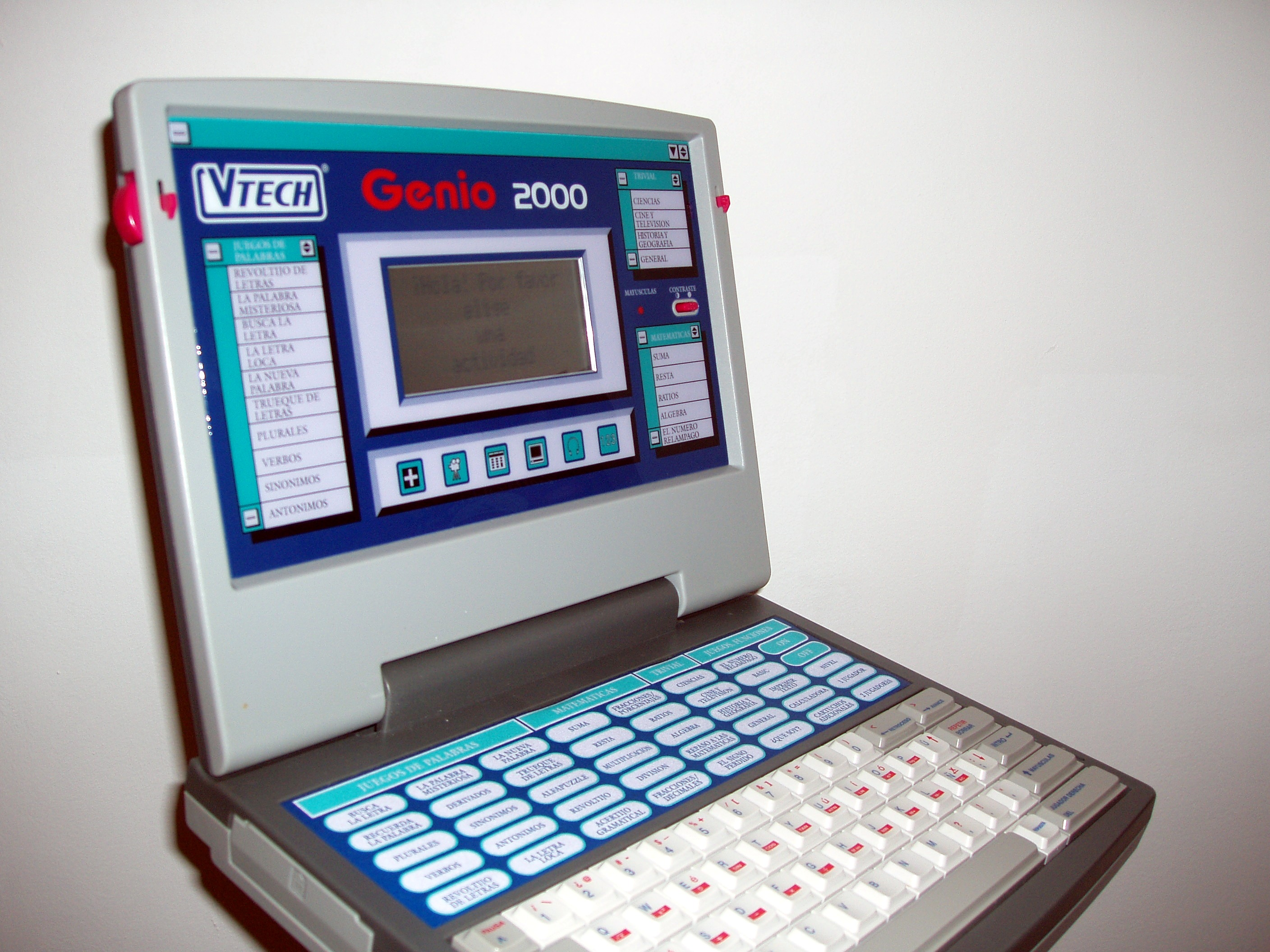
Genio 2000.

Genio 2000 es una computadora de juguete educativa con apariencia de portátil fabricada por VTech.
Funciona con cuatro pilas de tamaño AA, aunque existe la posibilidad de alimentarlo con la ayuda de un adaptador de corriente alterna. Su pantalla tiene cuatro líneas. Es ampliable con cartuchos que contienen otras actividades o más memoria. Tiene un único puerto paralelo para conectarle una impresora.
Dispone de las siguientes actividades:
- Juegos de palabras: Busca la letra, Recuerda la palabra, Plurales, Verbos, Revoltijo de letras, La palabra misteriosa, Derivados, Sinónimos, Antónimos, La letra loca, La nueva palabra, Trueque de letras, Alfapuzzle, Revoltijo, Acertijo gramatical.
- Matemáticas: Suma, Resta, Multiplicación, División, Fracciones/Decimales, Fracciones/Porcentajes, Ratios, Álgebra, Repaso a las matemáticas, El signo perdido.
- Trivial: Ciencias, Cine y televisión, Historia y geografía, General, ¿Qué soy?
- Juegos y funciones: El número relámpago, BASIC, Imprimir texto, Calculadora, Cartuchos adicionales.

Se pueden jugar en cuatro niveles de dificultad y hasta dos jugadores.